# 新広浜線
新広浜線（しんこうひんせん）は、広島県広島市と島根県浜田市（時期によって一部便は、浜田市を経由して同県江津市や益田市）を安芸太田町（旧・戸河内町・加計町）、北広島町（旧芸北町）・国道186号経由で結んでいた高速バスである。
浜田自動車道開通前は、広島電鉄、石見交通が相互乗入れで運行して旧千代田町・大朝町経由のJRバス広浜線に対抗していたが、浜田自動車道開通後は、3社共同運行のいさりび号に移行し、昼行便1日2往復の運行となった。
その後、広島電鉄が撤退し石見交通による昼行便が1日1往復運行されていたが、2011年3月31日をもって路線廃止となった。
※席は全便自由席。

## 歴史
- 1959年10月30日：広島電鉄、石見交通の2社が広島～浜田～有福温泉･江津間に新広浜線を運行開始。
- 1986年4月29日：戸河内IC以南を広島自動車道・中国自動車道経由に変更し、高速バスに格上げ。
- 1991年12月8日：広島電鉄、JRバス中国、石見交通の3社がいさりび号（高速広浜線）を運行開始し、江津発着を廃止したため、2往復へ減便。
- 2002年3月31日：広島電鉄が撤退。石見交通のみの1往復へ減便。
- 2011年3月31日：石見交通が撤退し、路線廃止。

## 運行会社
- 石見交通

## 停車停留所
- 広島駅新幹線口 - 女学院前 - 合同庁舎前 - 広島バスセンター - 中筋駅 -（中国道内バスストップ）  - （一般道区間主要停留所） - 浜田駅 - （一般道上停留所） - 周布（石見交通浜田営業所）
  - 広島駅新幹線口 - 中筋駅間相互での乗降はできない。

## 運行経路
- 広島市内 - 国道54号 - 広島IC - 山陽自動車道 - 広島自動車道 - 中国自動車道 - 戸河内IC - 国道186号 - 浜田市内

## その他
- 2005年3月までは、広島電鉄が運行する広島バスセンター - 上荒神原間（広島IC - 高速道 - 広島北IC - 広島県道40号安佐豊平芸北線・国道186号経由）運行便もあった。この便も元を辿れば、浜田自動車道開通前は県境を越えており、豊平経由で陰陽連絡を行っていた唯一の便だった。
- 路線廃止後の代替路線
それぞれの県で代替路線はある。なお、事実上波佐で分断され、その日のうちの乗り継ぎ移動は不可能。
  - 浜田 - 波佐：石見交通波佐線
  - 上荒神原 - 波佐：総企バス 千代田芸北・金城線
  - 戸河内IC - 加計 - 上荒神原：総企バス 加計戸河内線